# Mata Amritanandamayi
Mata Amritanandamayi Devi (en escritura devanagari: माता अमृतानन्‍दमयी), también conocida por sus seguidores como Madre (Amma) (nacida el 27 de septiembre de 1953), con el nombre de Sudhamani Idamannel en el pequeño pueblo de Parayakadavu (hoy en día prácticamente conocido como Amritapuri), cerca de Kollam, Kerala. Es reconocida mundialmente como la "Santa de los abrazos" pues lleva abrazadas a más de 35.000.000 de personas, y por su enorme obra caritativa, reverenciada por algunos como un Mahatma (Gran alma) o como una santa viva.
Sudhamani nació en una familia de pescadores. Dejó de ir a la escuela a los nueve años, y comenzó a cuidar a sus hermanos pequeños y del trabajo doméstico de su familia durante todo el día. Desde estos humildes comienzos inició su camino hacia la "maternidad universal", que le ha llevado entre otros méritos a la cumbre de la paz del milenio, Asamblea General de la ONU 2000, Nueva York.

## Vida de Amma
Amma nació el 27 de septiembre de 1953, en una pequeña villa de la costa oeste de Kerala, India. Sus padres le pusieron por nombre Sudhamani. Sudhamani fue una niña muy peculiar desde su mismo nacimiento. Mostraba una gran devoción a Dios y siendo todavía una niña pequeña, ya permanecía a menudo absorta en profunda meditación, totalmente ajena al mundo. A la edad de cinco años, empezó a componer cantos devocionales dedicados a Krishna. Cuando tenía tan sólo nueve años, su madre enfermó, y toda la responsabilidad del trabajo de cocinar y cuidar la casa recayó sobre ella. Tuvo que abandonar la escuela, a pesar de haber dado muestras de una gran inteligencia. Sudhamani cuidó de su hermano y hermanas, de sus padres y también se hizo cargo de la vaquería familiar. Aunque su trabajo diario acabara a media noche, Sudhamani dedicaba el resto de la noche a meditar, a cantar y a rezar a Dios, en lugar de irse a dormir.
Otra cualidad que se manifestaba claramente en Sudhamani desde temprana edad, era su amor y compasión hacia los otros seres humanos. Visitaba a menudo otras viviendas del vecindario en busca de pieles de tapioca para las vacas de su familia. En estas viviendas escuchaba pacientemente muchas historias de dolor, especialmente de los ancianos quienes se lamentaban de la falta de atención, e incluso del maltrato que recibían de sus hijos y nietos, una vez que estos se independizaban. Esto creó en Sudhamani un gran deseo de ayudar a las personas a liberarse de su pesar y dolor. Aunque sólo era una niña, hacía todo lo posible por aliviar el sufrimiento de sus vecinos. Ella los atendía lavando sus ropas, bañándolos, e incluso llevándoles comida desde su casa. Este hábito de regalar cosas procedentes de su casa familiar, además de causarle grandes problemas, fue la causa de que fuera severamente castigada. Sin embargo, ningún castigo pudo impedir que siguiera realizando todo tipo de acciones caritativas en su vecindario.
Cuando Sudhamani alcanzó su adolescencia comenzó a experimentar frecuentes estados de éxtasis espiritual. A menudo danzaba y cantaba totalmente abstraída del mundo, en lo que se ha descrito como un estado de profunda unión mística con Dios. Los miembros de su familia y muchos de sus vecinos eran incapaces de comprender estos estados. Como su comportamiento no era el normal de una chica de su edad, empezaron a acosarla de múltiples maneras. Finalmente, fue forzada a abandonar su casa, a procurarse la vida por sus propios medios y a vivir a la intemperie.
Sudhamani decidió permanecer, durante muchos meses, inmersa en las más austeras y rigurosas prácticas espirituales. Se mantuvo totalmente indiferente a sus propias necesidades corporales, dejando a menudo de comer y dormir. Podía permanecer en samādhi (meditación profunda) durante interminables horas e incluso días, sin mostrar ningún signo de conciencia externa.
En sus propias palabras ha descrito esos estados como: "sonriendo, la Divina Madre se transformó en una masa de luz radiante y se fundió en mí. Mi mente floreció y fue bañada por multitud de tonalidades luminosas de la Divinidad". Llegó al convencimiento de que "nada es distinto de mi propio Ser sin forma, en el cual el Universo entero existe como una diminuta burbuja". 
Tras estas experiencias, a la edad de 22 años, Amma (conocida hasta entonces como Sudhamani) inició la misión de extender su mensaje espiritual.

### La misión de Amma
Incontables personas acuden a ella para recibir sus bendiciones, y la casa donde nació ha quedado transformada en un áshram, pues Amma aceptó a un grupo de jóvenes discípulos que empezaron a vivir según las reglas del sanyasa, propias de la vida tradicional de los monjes de la India.
Sus enseñanzas son una llamada para que las personas vuelvan su mirada hacia las nobles cualidades en la vida cotidiana. Ella afirma que el ser humano no puede progresar espiritualmente si no desarrolla un espíritu altruista.
De esta manera, ha creado numerosas obras caritativas en las que el objetivo constante es el desarrollo de la persona en todas sus dimensiones: escuelas, hospitales, campamentos médicos, viviendas, pensiones para mujeres sin recursos, orfanatos y centros de enseñanza superior (informática, medicina, enfermería, ingeniería, etc.)

## Reconocimiento Internacional
En 1987, Amma unió a sus frecuentes viajes por la India, sus anuales giras mundiales transmitiendo desinteresadamente un mensaje de amor, con gran simplicidad y sabiduría.
En 1993 fue designada como una de las tres representantes del hinduismo en el Parlamento de las Religiones del Mundo celebrado en Chicago. En 1995 fue invitada a hablar en las celebraciones ecuménicas que tuvieron lugar en Nueva York al conmemorarse el cincuenta aniversario de las Naciones Unidas. En agosto de 2000 fue invitada por el Secretario de la ONU a participar e intervenir en la Cumbre del Milenio por la Paz mundial. En octubre de 2002 la ONU le concedió el Premio Gandhi King a la no violencia y en julio de 2004 clausuró con un importante discurso el Parlamento Mundial de las Religiones, celebrado en el Forum de Barcelona.
En octubre del 2007, Amma fue galardonada en reconocimiento a sus obras humanitarias en el Festival de cine de los derechos humanos."Cinéma Vérité" de Paris (video) La actriz Sharon Stone le hizo entrega del premio.
En la India los ministros de diferentes partidos acuden a ella para consultarle, los científicos le plantean dudas y las estrellas de cine le rinden homenaje.

### Eventos internacionales
- 1993, Chicago: discurso en el "Parlamento de las religiones del mundo" en su 100 aniversario.
- 1995, Nueva York: participa en Interfaith Celebrations en el 50 aniversario de la ONU
- 2000, Nueva York: dirección principal en la Cumbre de la paz del milenio, Asamblea General de la ONU
- 2002, Ginebra: dirección principal en la Iniciativa global de la paz de las Mujeres Religiosas Líderes espirituales de la ONU
- 2002, Ginebra: Premio Gandhi King, a la no violencia.
- 2004, Barcelona, discurso en el Parlamento de las religiones del mundo "Que la paz y la felicidad prevalezcan"[4](vídeo).
- 2006, Nueva York, premio James Parks Morton Interfaith "Comprensión y Colaboración entre Religiones"[5](vídeo) (enlace roto disponible en Internet Archive; véase el historial, la primera versión y la última)..
- 2009 Embracing Kenya (español) (vídeo)

## El Darshan de Amma
Darshan significa experimentar o ver a un santo, gurú o ser sagrado. El darshan de Amma consiste en una audiencia individual o en familia con ella, en la que se recibe su abrazo amoroso. Amritanandamayi es conocida en los medios de comunicación como la santa de los abrazos. Ofrece un abrazo caluroso a cualquiera que se aproxime a ella, y en India ha abrazado a más de 50.000 personas en un solo día, permaneciendo algunas veces durante más de 20 horas seguidas. Se dice que Amritanandamayi ha abrazado a más de 30 millones de personas en los últimos 30 años.·
Amma otorga en algunas ocasiones un darshan especial denominado Devi Bhava en el que se viste y actúa como la Divina Madre del Universo, tal como ha sido descrita en las escrituras védicas desde tiempos inmemoriales. Amma afirma que el Devi Bhava es el medio que utiliza para ayudar a la gente a entender más profundamente la dicha y el poder de la divinidad latente dentro de cada uno de nosotros.

### "Darshan – El Abrazo", la película
Película basada en la vida de Amritanandamayi fue presentada oficialmente en el Festival de Cine de Cannes 2005. Jan Kounen, es su director. Manuel de la Roche de Francia, es el productor. Jan Kounen y su equipo comenzaron a rodar la película en el 2003 durante la celebración del Amritavarsham50 , el 50 cumpleaños de Amritanandamayi en Kochi. El equipo viajó también con Amritanandamayi en su gira india e internacional para completar la película. Sobre la película, el director ha comentado "cuando comencé el proyecto y comenzamos a filmar pensé 'Amma es una buena persona que hace cosas buenas, a cambio yo también puedo hacer algo bueno por ella'. Pero al final, me he dado cuenta de que en realidad yo he sido el que ha recibido el mayor regalo al hacer está película sobre ella".
"Darshan – El Abrazo", se estrenó en cines comerciales en España el 2 de febrero de 2007.

## Obras humanitarias[7]
Mata Amritanandamayi Math realiza varias obras caritativas y humanitarias. Por ejemplo se incluye un programa para construir 100.000 hogares para los pobres; hospitales; orfanatos; hospicios; refugio de mujeres; planes de pensiones para viudas; centros de Sida para la comunidad; hogares de pensionistas; clínicas oftalmólogicas; y centros de logopedia. Muchos de los centros de Amma en los Estados Unidos realizan lo que denominan 'Mother's Kitchen', o 'vegetarian soup-kitchens', donde voluntarios preparan y sirven comidas a los pobres y necesitados.
Recientemente, Mata Amritanandamayi Math ha anunciado mil millones de rupias (23 millones de dólares) para ayuda a las víctimas del Tsunami del 2004. Informan de que están trabajando en Kerala, Tamil Nadu, Pondicherry, Andaman & Islas Nicobar y en Sri Lanka.
En septiembre de 2005 Mata Amritanandamayi donó 1.000.000 de dólares estadounidenses a la Fundación Huracán Katrina Bush-Clinton . También envió ayuda humanitaria a las zonas devastadas (soon after the storm struck in the United States to assess the kind of help needed by victims).
En octubre del 2005, enviaron miles de mantas a los supervivientes del terremoto de Kashmir y Pakistán.